# Norton Summit
Norton Summit (autrefois Norton's Summit) est une ville située dans les Adelaide Hills en Australie-Méridionale, à approximativement 12 km à l'est de la ville d'Adélaïde. La ville est nommée d'après Robert Norton.
Elle est plus connue pour le populaire Scenic Hotel, fondé dans les années 1870, souvent considéré comme l'un des meilleurs pubs d'Adélaïde.